# Qualificazioni al campionato europeo femminile di calcio 2022 - Fase a gironi, gruppo A
Il gruppo A delle qualificazioni al campionato europeo femminile di calcio 2022 è composto da sei squadre: Paesi Bassi, Russia, Slovenia, Turchia, Kosovo e Estonia. La composizione dei sette gruppi di qualificazione della sezione UEFA è stata sorteggiata il 21 febbraio 2019.

## Formula
Le sei squadre si affrontano in un girone all'italiana con partite di andata e ritorno, per un totale di 10 partite. La squadra prima classificata si qualifica direttamente alla fase finale del torneo, mentre la seconda classificata si qualifica direttamente alla fase finale solo se è tra le migliori tre seconde dei nove gruppi di qualificazione, altrimenti accede ai play-off qualificazione.
In caso di parità di punti tra due o più squadre di uno stesso gruppo, le posizioni in classifica verranno determinate prendendo in considerazione, nell'ordine, i seguenti criteri:
1. maggiore numero di punti negli scontri diretti tra le squadre interessate (classifica avulsa);
2. migliore differenza reti negli scontri diretti tra le squadre interessate (classifica avulsa);
3. maggiore numero di reti segnate negli scontri diretti tra le squadre interessate (classifica avulsa);
4. maggiore numero di reti segnate in trasferta negli scontri diretti tra le squadre interessate (classifica avulsa), valido solo per il turno di qualificazione a gironi;
5. se, dopo aver applicato i criteri dall'1 al 4, ci sono squadre ancora in parità di punti, i criteri dall'1 al 4 si riapplicano alle sole squadre in questione. Se continua a persistere la parità, si procede con i criteri dal 6 all'11;
6. migliore differenza reti;
7. maggiore numero di reti segnate;
8. maggiore numero di reti segnate in trasferta;
9. maggiore numero di vittorie nel girone;
10. maggiore numero di vittorie in trasferta nel girone;
11. classifica del fair play;
12. posizione nel ranking UEFA in fase di sorteggio.

## Classifica
| Pos | Squadra     | Pt | G  | V  | N | P | GF | GS | DR  |
| --- | ----------- | -- | -- | -- | - | - | -- | -- | --- |
| 1.  | Paesi Bassi | 30 | 10 | 10 | 0 | 0 | 48 | 3  | +45 |
| 2.  | Russia      | 24 | 10 | 8  | 0 | 2 | 23 | 6  | +17 |
| 3.  | Slovenia    | 18 | 10 | 6  | 0 | 4 | 31 | 12 | +19 |
| 4.  | Kosovo      | 10 | 10 | 3  | 1 | 6 | 6  | 29 | -23 |
| 5.  | Turchia     | 5  | 10 | 1  | 2 | 7 | 9  | 27 | -19 |
| 6.  | Estonia     | 1  | 10 | 0  | 1 | 9 | 1  | 40 | -39 |

## Risultati
| Arbitro: | Olga Zadinová |

|  |           |                                                                         |
|  | Marcatori | 27’, 69’ Miedema 31’ Roord 40’, 51’ Spitse 81’ Bloodworth 85’ E. Jansen |

| Arbitro: | Dimitrina Milkova |

|  |           |                  |
|  | Marcatori | 25’ Černomyrdina |

| Arbitro: | Emilie Dokset |

|                     |           |  |
| Uka 33’ L. Syla 39’ | Marcatori |  |

| Arbitro: | Rasa Imanalijeva |

|                                            |           |  |
| Prašnikar 14’, 62’ Zver 41’, 56’ Kolbl 48’ | Marcatori |  |

| Arbitro: | Katalin Sipos |

|                                              |           |  |
| Korovkina 10’, 57’ Fëdorova 29’ Mjagkova 82’ | Marcatori |  |

| Arbitro: | Iuliana Demetrescu |

|                                                     |           |  |
| van der Gragt 13’ van de Donk 55’ Spitse 84’ (rig.) | Marcatori |  |

| Istanbul 4 ottobre 2019, ore 15:00 CEST | Turchia           | 0 – 0 referto | Estonia | Stadio Sancaktepe (220 spett.)\| Arbitro: \| Marta Frias Acedo \| |
| Arbitro:                                | Marta Frias Acedo |               |         |                                                                   |

| Arbitro: | Petra Pavlikova |

|                      |           |                                             |
| Zver 11’ Korošec 68’ | Marcatori | 28’ Miedema 47’ Beerensteyn 78’, 83’ Spitse |

| Arbitro: | Silvia Domingos |

|            |           |                                                                |
| Kara 90+1’ | Marcatori | 12’, 38’, 41’ Prašnikar 25’ Rozmarič 28’ (rig.) Zver 51’ Kolbl |

| Arbitro: | Iuliana Demetrescu |

|                |           |              |
| Loo 22’ (rig.) | Marcatori | 41’, 56’ Uka |

| Arbitro: | Ivana Martinčić |

|                             |           |  |
| van de Donk 12’ Miedema 60’ | Marcatori |  |

| Arbitro: | Jelena Cvetković |

|  |           |                                                                                         |
|  | Marcatori | 26’ Van de Sanden 31’ (rig.), 90+1’ Spitse 45+1’, 62’ Miedema 56’, 68’, 73’ Van de Donk |

| Arbitro: | Rebecca Welch |

|                                                |           |           |
| Spitse 34’ (rig.), 53’ (rig.) Miedema 58’, 71’ | Marcatori | 30’ Eržen |

| Arbitro: | Henrikke Nervik |

|  |           |                                                                 |
|  | Marcatori | 1’ (aut.) F. Shala 33’ Korovkina 47’, 53’ Smirnova 50’ Fëdorova |

| Arbitro: | Lois Otte |

|  |           |                                      |
|  | Marcatori | 14’ Begič 37’ Predanič 90+3’ Milović |

| Arbitro: | Pernilla Larsson |

|  |           |           |
|  | Marcatori | 16’ Roord |

| Arbitro: | Olivia Tschon |

|                |           |  |
| Biqkaj 7’, 27’ | Marcatori |  |

| Arbitro: | Viki De Cremer |

|                                         |           |          |
| Zver 28’ (rig.) Prašnikar 41’ Kolbl 78’ | Marcatori | 18’ Esen |

| Arbitro: | Simona Ghisletta |

|  |           |                                             |
|  | Marcatori | 23’ Jakovleva 76’ N. Mašina 90+4’ Korovkina |

| Arbitro: | Jana Adámková |

|               |           |  |
| Korovkina 74’ | Marcatori |  |

| Adalia 23 ottobre 2020, ore 18:00 CEST | Turchia      | 0 – 0 referto | Kosovo | Antalya Arena (0 spett.)\| Arbitro: \| Sandra Strub \| |
| Arbitro:                               | Sandra Strub |               |        |                                                        |

| Arbitro: | Zuzana Valentová |

|                                                                               |           |  |
| van de Donk 7’, 16’ Groenen 26’, 65’ Spitse 38’ (rig.) Nouwen 76’ Snoeijs 83’ | Marcatori |  |

| Arbitro: | Florence Guillemin |

|                                                   |           |                        |
| Korovkina 13’ Černomyrdina 22’, 46’ N. Mašina 49’ | Marcatori | 77’ Arhan 86’ Karagenç |

| Arbitro: | Marta Frias Acedo |

|  |           |                                                                   |
|  | Marcatori | 11’ van de Donk 31’, 44’, 90+5’ Snoeijs 34’ Martens 90+4’ Miedema |

| Arbitro: | Ewa Augustyn |

|                               |           |  |
| Fëdorova 6’, 12’ Abdullina 9’ | Marcatori |  |

| Arbitro: | Volha Tsiareshka |

|  |           |                                           |
|  | Marcatori | 29’ Türkoğlu 55’ Civelek 76’ Hız 81’ Uraz |

| Arbitro: | Sandra Bastos |

|           |           |                                |
| Arhan 56’ | Marcatori | 29’ Belomytceva 45+1’ Fëdorova |

| Arbitro: | Maria Marotta |

|                           |           |  |
| Kralj 27’ Kork 59’ (aut.) | Marcatori |  |

| Arbitro: | Barbara Poxhofer |

|                                                  |           |  |
| Snoeijs 49’, 75’, 84’ Roord 51’, 83’ Martens 58’ | Marcatori |  |

| Arbitro: | Eszter Urbán |

|  |           |                                                                                            |
|  | Marcatori | 31’ Čonč 44’, 54’ Zver 60’ Milovič 68’ (rig.), 81’ Prašnikar 70’ Klopčič 74’, 77’ Vindišar |

## Statistiche

### Classifica marcatrici
10 reti
- Sherida Spitse (5 rig.)

9 reti
- Vivianne Miedema

8 reti
- Daniëlle van de Donk

- Lara Prašnikar (1 rig.)

7 reti
- Katja Snoeijs

- Mateja Zver (2 rig.)

6 reti
- Nelli Korovkina

5 reti
- Marina Fëdorova

4 reti
- Jill Roord

3 reti
- Modesta Uka

- Margarita Černomyrdina

- Špela Kolbl

2 reti
- Kaltrina Biqkaj
- Jackie Groenen
- Lieke Martens

- Natal'ja Mašina
- Nadežda Smirnova
- Ana Milović

- Zala Vindišar
- Derya Arhan

1 rete
- Katrin Loo (1 rig.)
- Liridona Syla
- Lineth Beerensteyn
- Dominique Bloodworth (poi Janssen)
- Ellen Jansen
- Aniek Nouwen
- Shanice van de Sanden
- Stefanie van der Gragt
- Alsu Abdullina

- Anna Belomytceva
- Dar'ja Jakovleva
- Alina Mjagkova
- Pamela Begič
- Dominika Čonč
- Kaja Eržen
- Kaja Korošec
- Lara Klopčič
- Barbara Kralj

- Nina Predanič
- Špela Rozmarič
- İlayda Civelek
- Emine Ecem Esen
- Gülbin Hız
- Fatma Kara
- Didem Karagenç
- Ece Türkoğlu
- Yağmur Uraz

1 autorete
- Karina Kork (1 a favore della Slovenia)
- Fjolla Shala (1 a favore della Russia)